# Raum & zeit
raum & zeit ist eine zweimonatlich im Ehlers-Verlag erscheinende pseudowissenschaftliche Zeitschrift.
Die Druckauflage betrug 2018 nach Verlagsangaben rund 35.000 Exemplare.

## Inhalte
Ihre Verleger sehen sich selbst als „avantgardistisches Wissenschaftsmagazin“, das „ein Neues Denken in Wissenschaft, Medizin und Gesellschaft [einfordert]“. Beiträge der Zeitschrift behandeln Themen aus den Bereichen Medizin, Naturwissenschaft und Politik.
Die Zeitschrift wird von Autoren wie Tobias Ginsburg, Holm Gero Hümmler und Hugo Stamm dem Esoterik-Bereich zugeordnet. Sie veranstaltete 2010 anlässlich des angeblich bevorgestandenen „Weltuntergangstags“ einen Kongress, bei dem bekannte Referenten aus der Esoterik-Szene auftraten.
Darüber hinaus werden auch Theorien aufgegriffen, die als verschwörungstheoretisch gelten oder dem wissenschaftlichen Konsens widersprechen. Raum & Zeit berichtete Anfang der 1990er Jahre ausführlich über die Theorien von Peter Duesberg, der den HI-Virus und AIDS als Erfindung darstellte (siehe AIDS-Leugnung), und wandte sich gegen die etablierte Aidsforschung.  In einem Artikel aus dem Jahre 2000 wurde proklamiert, dass Lebensmittel durch den Strichcode die Strahlung des Laserscanners aufnehmen und dadurch energetisch verändert würden: «Die Veränderung der Lebensmittel durch die Laserscanner geht bis zur Erzeugung der Krebs-Frequenz» In einem Beitrag aus dem Jahre 2004 wurden die sogenannten Chemtrails als ernstzunehmendes Phänomen dargestellt, wodurch die deutsche „Chemtrails-Bewegung“ maßgeblich geprägt wurde.